# Tour d'Italie 1960

La 43e édition du Tour d'Italie s'est élancée de Rome le 19 mai 1960 et est arrivée à Milan le 9 juin. Elle a été remportée par le Français Jacques Anquetil, déjà second l'année précédente. C'est la première victoire d'un tricolore dans cette épreuve. 

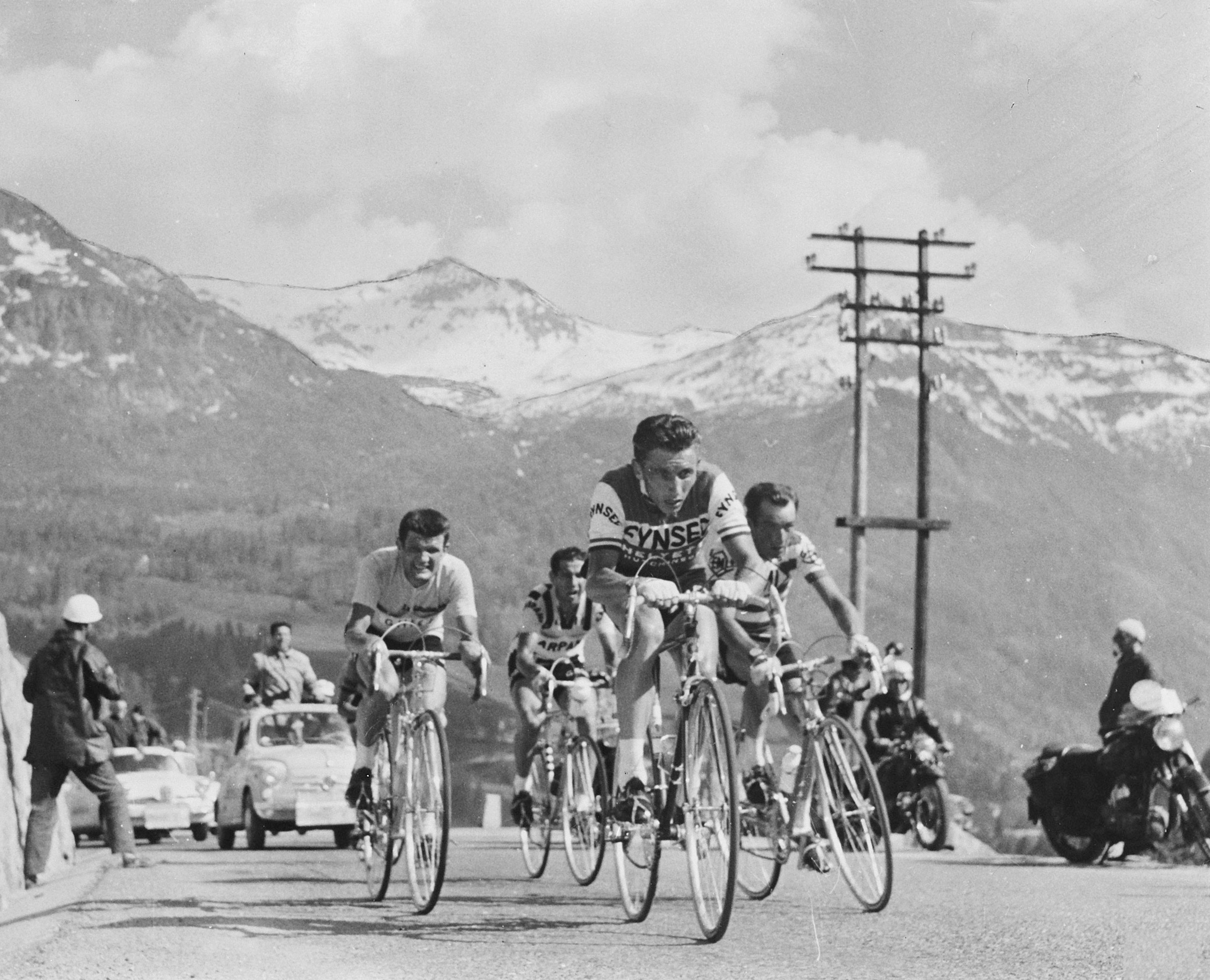
Anquetil futur vainqueur, Gaul, Hoevenaers et Nencini lors du Giro en 1960.

## Résumé de la course
Jacques Anquetil participe pour la seconde fois au Tour d’Italie. En 1959, il avait terminé second derrière Charly Gaul en remportant deux étapes.
Au départ de Rome le 19 mai 1960, il fait figure de favori et il court pour l’équipe Helyett – Fynsec. Dès la troisième étape, il prend les rênes du classement général. Il conserve le maillot rose de leader durant 3 jours avant que Jos Hoevenaers ne le lui subtilise. Il récupère la tête du général seulement 10 jours après, lors de la 14e étape contre-la-montre entre Seregno et Lecco, malgré des étapes difficiles (notamment l'avant-dernière avec le franchissement pour la première fois du col du Gavia) et une concurrence accrue. Il conserve le maillot rose jusqu’à l’arrivée à Milan. Il remporte ainsi son premier Tour d’Italie avec seulement 28 secondes d'avance sur Gastone Nencini. Il devient aussi le premier Français à inscrire son nom au palmarès de cette compétition. Cette année là, Jacques Anquetil renonce au Tour de France quelques semaines plus tard, à cause notamment de la fatigue accumulée lors de ce Giro.

## Équipes participantes
| N.    | Code | Équipe           |
| ----- | ---- | ---------------- |
| 1-10  | EMI  | Emi              |
| 11-20 | ATA  | Atala            |
| 21-30 | BIA  | Bianchi          |
| 31-40 | CAR  | Carpano          |
| 41-50 | FAE  | Faema            |
| 51-60 | SRP  | Fynsec-Helyett   |
| 61-70 | GAZ  | Gazzoli-Fiorelli |

| N.      | Code | Équipe         |
| ------- | ---- | -------------- |
| 71-80   | GHI  | Ghigi          |
| 81-90   | IGN  | Ignis          |
| 91-100  | LEG  | Legnano        |
| 101-110 | MOL  | Molteni        |
| 111-120 | PHI  | Philco         |
| 121-130 | SNP  | San Pellegrino |
| 131-140 | TOR  | Torpado        |

## Classement général
| Classement général final |                  |
| --- | ---------------- |
| \| 1. Jacques Anquetil \| 94 h 04 min 54 s \| \| 2. Gastone Nencini \| à 28 s \| \| 3. Charly Gaul \| à 3 min 51 s \| \| 4. Imerio Massignan \| à 4 min 06 s \| \| 5. Jos Hoevenaers \| à 5 min 53 s \| \| 6. Guido Carlesi \| à 6 min 28 s \| \| 7. Arnaldo Pambianco \| à 8 min 32 s \| \| 8. Diego Ronchini \| à 9 min 28 s \| \| 9. Édouard Delberghe \| à 12 min 29 s \| \| 10. Agostino Coletto \| à 13 min 10 s \| \| 140 partants, 97 classés \| \| |                  |
| 1. Jacques Anquetil | 94 h 04 min 54 s |
| 2. Gastone Nencini | à 28 s           |
| 3. Charly Gaul | à 3 min 51 s     |
| 4. Imerio Massignan | à 4 min 06 s     |
| 5. Jos Hoevenaers | à 5 min 53 s     |
| 6. Guido Carlesi | à 6 min 28 s     |
| 7. Arnaldo Pambianco | à 8 min 32 s     |
| 8. Diego Ronchini | à 9 min 28 s     |
| 9. Édouard Delberghe | à 12 min 29 s    |
| 10. Agostino Coletto | à 13 min 10 s    |
| 140 partants, 97 classés |                  |

## Étapes
| Étape     | Date     | Villes étapes                   | km  | Vainqueur d'étape               | Leader du classement général |
| 1re étape | 19 mai   | Rome - Naples                   | 212 | Dino Bruni                      | Dino Bruni                   |
| 2e étape  | 20 mai   | Sorrente - Sorrente (clm)       | 25  | Romeo Venturelli                | Romeo Venturelli             |
| 3e étape  | 21 mai   | Sorrente - Campobasso           | 186 | Miguel Poblet                   | Jacques Anquetil             |
| 4e étape  | 22 mai   | Campobasso - Pescara            | 192 | Salvador Botella                | Jacques Anquetil             |
| 5e étape  | 23 mai   | Pescara - Rieti                 | 218 | Gastone Nencini                 | Jacques Anquetil             |
| 6e étape  | 24 mai   | Terni - Rimini                  | 230 | Pierino Baffi                   | Jos Hoevenaers               |
| 7ea étape | 25 mai   | Igea Martina - Bellaria (clm)   | 5   | Miguel Poblet                   | Jos Hoevenaers               |
| 7eb étape | 25 mai   | Bellaria - Forlì                | 81  | Rik Van Looy                    | Jos Hoevenaers               |
| 8e étape  | 26 mai   | Forlì - Livourne                | 304 | Rik Van Looy                    | Jos Hoevenaers               |
| 9ea étape | 27 mai   | Livourne - Carrare              | 93  | Emile Daems                     | Jos Hoevenaers               |
| 9eb étape | 27 mai   | Carrare - Cave di Carrara (clm) | 2   | Jacques Anquetil/ Miguel Poblet | Jos Hoevenaers               |
| 10e étape | 28 mai   | Carrare - Sestri Levante        | 171 | Gastone Nencini                 | Jos Hoevenaers               |
| 11e étape | 29 mai   | Sestri Levante - Asti           | 180 | Rik Van Looy                    | Jos Hoevenaers               |
| 12e étape | 30 mai   | Asti - Cervinia                 | 176 | Addo Kazianka                   | Jos Hoevenaers               |
| 13e étape | 31 mai   | Saint-Vincent – Milan           | 225 | Jean Stablinski                 | Jos Hoevenaers               |
| 14e étape | 1er juin | Seregno - Lecco (clm)           | 68  | Jacques Anquetil                | Jacques Anquetil             |
| 15e étape | 3 juin   | Lecco - Vérone                  | 150 | André Darrigade                 | Jacques Anquetil             |
| 16e étape | 4 juin   | Vérone - Trévise                | 110 | Roberto Falaschi                | Jacques Anquetil             |
| 17e étape | 5 juin   | Trévise - Trieste               | 147 | Dino Bruni                      | Jacques Anquetil             |
| 18e étape | 6 juin   | Trieste - Belluno               | 240 | Seamus Elliott                  | Jacques Anquetil             |
| 19e étape | 7 juin   | Belluno - Trente                | 110 | Emile Daems                     | Jacques Anquetil             |
| 20e étape | 8 juin   | Trente - Bormio                 | 229 | Charly Gaul                     | Jacques Anquetil             |
| 21e étape | 9 juin   | Bormio - Milan                  | 225 | Arrigo Padovan                  | Jacques Anquetil             |

## Classements annexes
|                           |                  |            |  |
| Classement de la montagne | Rik Van Looy     | 250 points |  |
| Deuxième                  | Imerio Massignan | 210 points |  |
| Troisième                 | Gastone Nencini  | 190 points |  |
| Classement par équipes    | Ignis            |            |  |

## Liste des coureurs
| EMI | Atala | Bianchi |
| - 1 Charly Gaul (Lux) 3e - 2 Marcel Ernzer (Lux) 57e - 3 Pasquale Fornara (Ita) 30e - 4 Aldo Moser (Ita) ab - 5 Giuseppe Pintarelli (Ita) 65e - 6 Armando Pellegrini (Ita) 70e - 7 Addo Kazianka (Ita) 27e - 8 Giovanni Metra (Ita) 47e - 9 Marcello Chiti (Ita) ab - 10 Carlo Guarguaglini (Ita) ab                      | - 11 Vito Favero (Ita) ab - 12 Giulio Favaro (Ita) ab - 13 Nello Velucchi (Ita) 75e - 14 Rizzardo Brenioli (Ita) ab - 15 Antonio Uliana (Ita) 96e - 16 Giuseppe Vanzella (Ita) 87e - 17 Arturo Neri (Ita) ab - 18 Armando Casodi (Ita) 52e - 19 Massimiliano Becchi (Ita) ab - 20 Fiorenzo Tomasin (Ita) ab               | - 21 Diego Ronchini (Ita) 8e - 22 Antonino Catalano (Ita) 55e - 23 Germano Barale (Ita) 50e - 24 Pietro Chiodini (Ita) ab - 25 Pietro Musone (Ita) ab - 26 Tonino Domenicali (Ita) 97e - 27 Italo Mazzacurati (Ita) 66e - 28 Walter Almaviva (Ita) ab - 29 Antonio Dal Col (Ita) 44e - 30 Giuseppe Sartore (Ita) 19e |
| Carpano | Faema | Fynsec |
| - 31 Gastone Nencini (Ita) 2e - 32 Nino Defilippis (Ita) 22e - 33 Angelo Conterno (Ita) 21e - 34 Ezio Pizzoglio (Ita) 16e - 35 Stefano Gaggero (Ita) 94e - 36 Désiré Keteleer (Bel) ab - 37 Willy Vannitsen (Bel) ab - 38 Michel Van Aerde (Bel) ab - 39 Yvo Molenaers (Bel) ab - 40 Gilbert Desmet (Bel) ab              | - 41 Rik Van Looy (Bel) 11e - 42 Raymond Impanis (Bel) 40e - 43 Edgard Sorgeloos (Bel) 54e - 44 Frans Van Looveren (Bel) ab - 45 René Van Meenen (Bel) 67e - 46 Norbert Kerckhove (Bel) ab - 47 Gabriel Mas Arbona (Esp) 51e - 48 Salvador Botella (Esp) 29e - 49 Antonio Bertrán (Esp) 26e - 50 Jesús Galdeano (Esp) 80e | - 51 Jacques Anquetil (Fra) 1e - 52 André Darrigade (Fra) 64e - 53 Jean Stablinski (Fra) 59e - 54 Louis Rostollan (Fra) 60e - 55 Hilaire Couvreur (Bel) 17e - 56 Mies Stolker (Hol) 53e - 57 Edouard Delberghe (Fra) 9e - 58 Raymond Hoorelbeke (Fra) 45e - 59 Jo De Roo (Hol) ab - 60 Seamus Elliott (Irl) 68e      |
| Gazzola | Ghigi | Ignis |
| - 61 Hans Junkermann (All) 14e - 62 Friedhelm Fischerkeller (All) ab - 63 Alessandro Fantini (Ita) 58e - 64 Michele Gismondi (Ita) 24e - 65 Guglielmo Garello (Ita) 76e - 66 Ugo Massocco (Ita) 78e - 67 Arrigo Padovan (Ita) 83e - 68 Giovanni Pettinati (Ita) 38e - 69 Alfred Ruegg (Sui) 49e - 70 Franz Reitz (All) ab | - 71 Joseph Hoevenaers (Bel) 5e - 72 Rino Benedetti (Ita) 18e - 73 Agostino Coletto (Ita) 10e - 74 Guido Boni (Ita) 48e - 75 Noé Conti (Ita) 33e - 76 Mario Minieri (Ita) 81e - 77 Angiolino Piscaglia (Ita) 85e - 78 Idrio Bui (Ita) 42e - 79 Enrico Paoletti (Ita) ab - 80 Piero Gattoni (Ita) 82e                      | - 81 Pierino Baffi (Ita) 37e - 82 Ercole Baldini (Ita) 41e - 83 Waldemaro Bartolozzi (Ita) 93e - 84 Dino Bruni (Ita) 91e - 85 Aurelio Cestari (Ita) 23e - 86 Luciano Ciancola (Ita) 92e - 87 Giuseppe Dante (Ita) ab - 88 Roberto Falaschi (Ita) 56e - 89 Giuseppe Fallarini (Ita) 36 - 90 Miguel Poblet (Esp) 25e   |
| Legnano | Molteni | Philco |
| - 91 Alberto Assirelli (Ita) 61e - 92 Carlo Azzini (Ita) 35e - 93 Graziano Battistini (Ita) 20e - 94 Giovanni Bettinelli (Ita) 77e - 95 Vittorio Casati (Ita) 43e - 96 Giacomo Grioni (Ita) ab - 97 Imerio Massignan (Ita) 4e - 98 Arnaldo Pambianco (Ita) 7e - 99 Giuseppe Pardini (Ita) ab - 100 Remo Tamagni (Ita) 90e | - 101 Wout Wagtmans (Hol) ab - 102 Coen Niesten (Hol) ab - 103 Piet Damen (Hol) ab - 104 André Vlayen (Bel) ab - 105 Alcide Vaucher (Sui) ab - 106 Luigi Tezza (Ita) ab - 107 Giuliano Natucci (Ita) ab - 108 Gianantonio Ricco (Ita) ab - 109 Bruno Costalunga (Ita) 34e - 110 Mario Bampi (Ita) 69e                     | - 111 Jan Adriaensens (Bel) 12e - 112 Wim Van Est (Hol) 32e - 113 Emile Daems (Bel) 84e - 114 Guido Carlesi (Ita) 6e - 115 Silvano Ciampi (Ita) ab - 116 Alfredo Sabbadin (Ita) ab - 117 Cleto Maule (Ita) 88e - 118 Giacomo Fini (Ita) 95e - 119 Vinicio Marsili (Ita) 89e - 120 Amico Ippoliti (Ita) 79e           |
| San Pellegrino | Torpado | |
| - 121 Romeo Venturelli (Ita) ab - 122 Ernesto Bono (Ita) 46e - 123 Sergio Braga (Ita) 86e - 124 Franco Da Ros (Ita) ab - 125 Marino Fontana (Ita) ab - 126 Giancarlo Gentina (Ita) 73e - 127 Giancarlo Manzoni (Ita) 28e - 128 Nunzio Pellicciari (Ita) 62e - 129 Duilio Taddeucci (Ita) ab - 130 Pietro Zoppas (Ita) ab  | - 131 Adriano Zamboni (Ita) 13e - 132 Dino Liviero (Ita) 74e - 133 Carlo Brugnami (Ita) 15e - 134 Renzo Accordi (Ita) 63e - 135 Antonio Accorsi (Ita) ab - 136 Mariano Fanceschetto (Ita) ab - 137 Federico Galeaz (Ita) 39e - 138 Tristano Tinarelli (Ita) 31e - 139 Mario Tosato (Ita) 72e - 140 Gino Vignolo (Ita) 71e | |